# Diego Guevara
Diego Guevara, O.S.A. (Baeza, 1568-Nueva Cáceres, Capitanía General de Filipinas, 1621), fue un prelado católico castellano que sirvió como obispo de Nueva Cáceres (1616-1621).

## Biografía
Diego Guevara nació en Baeza, España, en 1568 y ordenado sacerdote en la Orden de San Agustín. El 3 de agosto de 1616, fue nombrado obispo de Nueva Cáceres, en Filipinas,  durante el papado de Paulo V. En 1616, fue consagrado obispo por Pedro de Castro y Quiñones, arzobispo de Sevilla. Sirvió como obispo de Nueva Cáceres hasta su muerte en 1621.